# Epex
Epex (tiếng Hàn: 이펙스; tiếng Nhật: イーペックス; Romaja: Ipekseu; viết tắt của Eight Apex; thường được viết cách điệu là EPEX) là một nhóm nhạc nam Hàn Quốc được thành lập và quản lý bởi C9 Entertainment. Nhóm bao gồm 8 thành viên: Wish, Keum, Mu, A-Min, Baekseung, Ayden, Yewang và Jeff. Họ ra mắt vào ngày 8 tháng 6 năm 2021, với đĩa mở rộng (EP) đầu tiên Bipolar Pt.1: Prelude of Anxiety.

## Lịch sử

### Trước khi ra mắt
Keum Donghyun là cựu thí sinh của Produce X 101 và bị loại ở hạng 17 trong đêm chung kết. Năm 2019, kết quả từ cuộc điều tra gian lận phiếu bầu của Mnet, cho thấy anh vốn dĩ xếp hạng 8 và sẽ được ra mắt cùng X1, tuy nhiên thứ hạng của Keum Donghuyn đã bị đánh tráo.

### 2021: Ra mắt với "Bipolar Pt.1: Prelude of Anxiety",công bố tên fandom và trở lại lần đầu cùng"Bipolar Pt.2: Prelude of Love"
Vào ngày 1 tháng 3 năm 2021, C9 Entertainment đã mở một số tài khoản SNS và thông báo rằng đây là tài khoản của nhóm nhạc sắp ra mắt của họ dưới tên tạm thời là C9Rookies..
Vào ngày 1 tháng 4, tên chính thức của nhóm được công bố là EPEX, viết tắt của "Eight Apex".
Ngày 8 tháng 6, EPEX chính thức ra mắt với đĩa mở rộng (EP) đầu tay "Bipolar Pt.1: Prelude of Anxiety"
Vào ngày 28 tháng 7, trùng với ngày thứ 50 EPEX ra mắt, thông qua chương trình phát sóng đặc biệt trên V Live, tên fandom của họ sẽ được gọi là ZENTIH.
Vào ngày 25 tháng 9, một đoạn giới thiệu có tựa đề "Prelude of Love" đã được phát hành trên các tài khoản SNS của nhóm. Ngày 26 tháng 10 đĩa mở rộng (EP) thứ hai của nhóm mang tên "Bipolar Pt.2: Prelude of Love"  được phát hành. 

### 2022: Trở lại với "Prelude of Anxiety Chapter 1: 21st Century Boys'", công bố lightstick, phát hành "Prelude of Love Chapter 1: 'Puppy Love'"và bắt đầu chuyến lưu diễn đầu tiên
Vào ngày 15 tháng 3 năm 2022, một đoạn giới thiệu có tựa đề "21st Century Boys" đã được phát hành trên các tài khoản SNS của nhóm. Ngày 11 tháng 4 EPEX phát hành đĩa mở rộng (EP) thứ ba "Prelude of Anxiety Chapter 1: 21st Century Boys'
Ngày 9 tháng 10, nhóm đã tiết lộ những hình ảnh đầu tiên cho lightstick chính thức của họ. 
Vào ngày 26 tháng 10, nhóm cho ra mắt đĩa mở rộng (EP) thứ tư của họ, "Prelude of Love Chapter 1: 'Puppy Love'"
Tháng 11, EPEX thông báo sẽ bắt đầu chuyến lưu diễn đầu tiên của mình mang tên "Eight Apex", khởi động tại Seoul vào ngày 19 và 20 tháng 11, sau đó là Osaka, Tokyo, Đài Bắc, Kuala Lumpur và nhiều thành phố khác. Ban đầu dự kiến sẽ kết thúc tại San Francisco vào ngày 19 tháng 2 năm 2023, tuy nhiên các buổi diễn đã bị hủy, chuyến lưu diễn đã kết thúc tại Đài Bắc vào ngày 11 tháng 12 năm 2022 . 

### 2023: Trở lại với "Prelude of Love Chapter 2. 'Growing Pains'", chương cuối cùng "Prelude of Anxiety Chapter 2. 'Can We Surrender?",chuyến lưu diễn thứ hai
Vào ngày 26 tháng 4 nhóm trở lại với đĩa mở rộng (EP) thứ năm "Prelude of Love Chapter 2. 'Growing Pains'" cùng ca khúc chủ đề "Sunshower"
Sau khi phát hành đĩa mở rộng thứ năm, nhóm đã thông báo sẽ bắt đầu fancon đầu tiên "Sunshower" sẽ được tổ chức vào tháng 6 tại bốn thành phố ở Châu Á. 
Vào ngày 4 tháng 9 năm 2023, nhóm thông báo sẽ trở  lại với đĩa mở rộng (EP) thứ sáu "Prelude of Anxiety Chapter 2. 'Can We Surrender?'". Không lâu sau khi công bố thông tin đơn đặt hàng trước đã vượt quá 260.000 bản phá vỡ kỷ lục của chính họ.  Đĩa mở rộng thứ sáu chính thức được phát hành vào ngày 4 tháng 10 bao gồm bốn ca khúc bao gồm đĩa đơn chính "Full Metal Jacket" và trở thành chương cuối cùng của loạt "Prelude of Anxiety".
Vào ngày 17 tháng 11, có thông báo rằng Epex sẽ bắt đầu chuyến lưu diễn thứ hai của họ mang tên "So We Are Not Anxious" khởi động tại Blue Square Mastercard Hall của Seoul vào ngày 16 và 17 tháng 12 và dự kiến kết thúc vào tháng 3 năm 2024. 
Vào tháng 12, Epex hợp tác với nhóm nhạc nam Nhật Bản Fantastics from Exile Tribe cho bài hát "Peppermint Yum". 

### 2024-nay: Trở lại với "Youth Chapter 1: Youth Days", fancon thứ hai
Vào ngày 9 tháng 6 nhóm phát hành album phòng thuđầu tiên "Youth Chapter 1: Youth Days". Album đã vượt qua 231.247 bản trong tuần đầu tiên sau khi phát hành
Epex bắt đầu fancon thứ hai mang tên "Youth Days" tại KBS Arena (Seoul) vào ngày 27 và 28 tháng 7, tại Zepp Osaka Bayside (Osaka) vào ngày 1 tháng 9 và tại Zepp Haneda (Tokyo) vào ngày 3 tháng 9
Vào ngày 11 tháng 10, EPEX ra mắt đoạn giới thiệu đĩa đơn mở đường "My Girl" và chuẩn bị trở lại với album phòng thu thứ hai của họ.

## Thành viên
- Chú thích: In đậm là nhóm trưởng

| Nghệ danh | Nghệ danh | Tên khai sinh | Tên khai sinh | Tên khai sinh | Tên khai sinh  | Ngày sinh         | Nơi sinh                  | Quốc tịch |
| Latinh    | Hangul    | Latinh        | Hangul        | Hanja         | Hán việt       | Ngày sinh         | Nơi sinh                  | Quốc tịch |
| Wish      | 위시      | Kwak Da Wit   | 곽다윗        | 郭大卫        | Quách Đại Vệ   | 11 tháng 6, 2002  | Seoul, Hàn Quốc           | Hàn Quốc  |
| Keum      | 금        | Keum Donghyun | 금동현        | 琴洞弦        | Cầm Đông Hiển  | 14 tháng 5, 2003  | Chungcheong Bắc, Hàn Quốc | Hàn Quốc  |
| Mu        | 뮤        | Suh Kyungmin  | 서경민        | 徐烱慜        | Từ Khánh Mẫn   | 14 tháng 9, 2003  | Seoul, Hàn Quốc           | Hàn Quốc  |
| A-Min     | 아민      | Cho Minwoo    | 조민우        | 曺敏宇        | Tào Mẫn Vũ     | 22 tháng 5, 2004  | Seoul, Hàn Quốc           | Hàn Quốc  |
| Baekseung | 백승      | Kim Hyunwoo   | 김현우        | 金賢佑        | Kim Hiển Vũ    | 28 tháng 10, 2004 | Seoul, Hàn Quốc           | Hàn Quốc  |
| Ayden     | 에이든    | Kwon Yejun    | 권예준        | 權叡俊        | Quyền Duệ Tuấn | 24 tháng 1, 2005  | Daegu, Hàn Quốc           | Hàn Quốc  |
| Yewang    | 예왕      | Seo Yewang    | 서예왕        | 徐藝汪        | Từ Duệ Vương   | 12 tháng 3, 2005  | Seoul, Hàn Quốc           | Hàn Quốc  |
| Jeff      | 제프      | Lee Jaeho     | 이재호        | 李宰昊        | Lý Tại Hạo     | 21 tháng 4, 2005  | Seoul, Hàn Quốc           | Hàn Quốc  |

## Danh sách đĩa nhạc

### Album phòng thu
| Tiêu đề                     | Chi tiết | Thứ hạng cao nhất | Doanh số       |
| Tiêu đề                     | Chi tiết | KOR               | Doanh số       |
| --------------------------- | --- | ----------------- | -------------- |
| Youth Chapter 1: Youth Days | - Phát hành: Ngày 9 tháng 4 năm 2024 - Hãng đĩa: C9 Entertainment - Định dạng: CD, digital download, streaming | 1                 | - KOR: 181,685 |

### Đĩa mở rộng (EP)
| Tiêu đề                                           | Chi tiết | Thứ hạng cao nhất | Thứ hạng cao nhất | Doanh số                    |
| Tiêu đề                                           | Chi tiết | KOR               | JPN               | Doanh số                    |
| ------------------------------------------------- | --- | ----------------- | ----------------- | --------------------------- |
| Bipolar Pt.1: Prelude of Anxiety                  | - Phát hành: Ngày 8 tháng 6 năm 2021 - Hãng đĩa: C9 Entertainment - Định dạng: CD, digital download, streaming  | 10                | 26                | - KOR: 49,540 - JPN: 1,540  |
| Bipolar Pt.2: Prelude of Love                     | - Phát hành: Ngày 6 tháng 10 năm 2021 - Hãng đĩa: C9 Entertainment - Định dạng: CD, digital download, streaming | 6                 | —                 | - KOR: 95,761               |
| Prelude of Anxiety Chapter 1. '21st Century Boys' | - Phát hành: Ngày 11 tháng 4 năm 2022 - Hãng đĩa: C9 Entertainment - Định dạng: CD, digital download, streaming | 5                 | —                 | - KOR: 71,495               |
| Prelude of Love Chapter 1. 'Puppy Love'           | - Phát hành: Ngày 26 tháng 10 năm 2022 - Hãng đĩa: C9 EntertainmentĐịnh dạng: CD, digital download, streaming   | 4                 | —                 | - KOR: 99,998               |
| Prelude of Love Chapter 2. 'Growing Pains'        | - Phát hành: Ngày 26 tháng 4 năm 2023 - Hãng đĩa: C9 Entertainment - Định dạng: CD, digital download, streaming | 6                 | 24                | - KOR: 110,669 - JPN: 4,475 |
| Prelude of Anxiety Chapter 2. 'Can We Surrender?' | - Phát hành: Ngày 4 tháng 10 năm 2023 - Hãng đĩa: C9 Entertainment - Định dạng: CD, digital download, streaming | 3                 | —                 | - KOR: 214,099              |

### Đĩa đơn
| Tiêu đề                                                                                            | Năm  | Thứ hạng cao nhất | Album                                             |
| Tiêu đề                                                                                            | Năm  | KOR Down.         | Album                                             |
| -------------------------------------------------------------------------------------------------- | ---- | ----------------- | ------------------------------------------------- |
| "Lock Down"                                                                                        | 2021 | —                 | Bipolar Pt.1: Prelude of Anxiety                  |
| "Do 4 Me"                                                                                          | 2021 | —                 | Bipolar Pt.2: Prelude of Love                     |
| "Anthem of Teen Spirit" (학원歌)                                                                   | 2022 | —                 | Prelude of Anxiety Chapter 1. '21st Century Boys' |
| "Hymn to Love" (사랑歌)                                                                            | 2022 | 127               | Prelude of Love Chapter 1. 'Puppy Love'           |
| "Sunshower" (여우가 시집가는 날)                                                                   | 2023 | 96                | Prelude of Love Chapter 2. 'Growing Pains'        |
| "Full Metal Jacket"                                                                                | 2023 | 150               | Prelude of Anxiety Chapter 2. 'Can We Surrender?' |
| "Youth2Youth"                                                                                      | 2024 | 39                | Youth Chapter 1: Youth Days                       |
| "—" biểu thị các bản phát hành không lọt vào bảng xếp hạng hoặc không được phát hành ở khu vực đó. |      |                   |                                                   |

### Các bài hát khác trên bảng xếp hạng
Danh sách các bài hát khác được xếp hạng, hiển thị năm phát hành, vị trí xếp hạng được chọn và tên album
| Tiêu đề                                      | Năm  | Thứ hạng cao nhất | Album                                      |
| Tiêu đề                                      | Năm  | KOR Down.         | Album                                      |
| -------------------------------------------- | ---- | ----------------- | ------------------------------------------ |
| "First Love's Law" (첫사랑의 법칙)           | 2022 | 158               | Prelude of Love Chapter 1. 'Puppy Love'    |
| "Love Bomb" (고백 Bomb)                      | 2022 | 160               | Prelude of Love Chapter 1. 'Puppy Love'    |
| "The Vow" (작은 언약식)                      | 2022 | 162               | Prelude of Love Chapter 1. 'Puppy Love'    |
| "My Darling" (사랑하는 내 님아)              | 2023 | 145               | Prelude of Love Chapter 2. 'Growing Pains' |
| "Goodbye, My First Love" (안녕, 나의 첫사랑) | 2023 | 146               | Prelude of Love Chapter 2. 'Growing Pains' |
| "Skyline" (꿈의 능선)                        | 2023 | 149               | Prelude of Love Chapter 2. 'Growing Pains' |
| "Killshot"                                   | 2024 | 68                | Youth Chapter 1: Youth Days                |
| "Breathe in Love"                            | 2024 | 65                | Youth Chapter 1: Youth Days                |
| "Painkiller"                                 | 2024 | 70                | Youth Chapter 1: Youth Days                |
| "Dominate"                                   | 2024 | 71                | Youth Chapter 1: Youth Days                |
| "Lay Up"                                     | 2024 | 72                | Youth Chapter 1: Youth Days                |
| "My Secret" (말할 수 있는 비밀)              | 2024 | 69                | Youth Chapter 1: Youth Days                |
| "Graduation Day" (졸업식)                    | 2024 | 75                | Youth Chapter 1: Youth Days                |

## Giải thưởng và đề cử
| Lễ trao giải                         | Năm  | Hạng mục                                                 | Người được đề cử/sản phẩm đề cử | Kết quả   | Tham khảo                        |
| ------------------------------------ | ---- | -------------------------------------------------------- | ------------------------------- | --------- | -------------------------------- |
| Asia Artist Awards                   | 2021 | Giải thưởng nhóm nhạc thần tượng nam được yêu thích nhất | Epex                            | Đề cử     | [ 39 ]                           |
| Gaon Chart Music Awards              | 2022 | Nghệ sĩ mới của năm – Physical                           | Bipolar Pt.2: Prelude of Love   | Đề cử     | [ 40 ]                           |
| Golden Disc Awards                   | 2022 | Nghệ sĩ tân binh của năm                                 | Epex                            | Đề cử     | [ 41 ]                           |
| Hallyu Influencer Grand Prize Awards | 2022 | Thần tượng nam đang nổi lên                              | Epex                            | Đoạt giải | [ 42 ]                           |
| Hanteo Music Awards                  | 2021 | Giải thưởng tân binh - nhóm nhạc nam                     | Epex                            | Đoạt giải | [ 43 ]                           |
| Hanteo Music Awards                  | 2022 | Giải thưởng nghệ sĩ mới nổi                              | Epex                            | Đoạt giải | [ 44 ] [ nguồn không đáng tin? ] |
| K Global Heart Dream Awards          | 2023 | Giải thưởng K Global Next Leader                         | Epex                            | Đoạt giải | [ 45 ]                           |
| Korea Culture Entertainment Awards   | 2021 | Nghệ sĩ mới xuất sắc nhất - Nam                          | Epex                            | Đoạt giải | [ 46 ]                           |
| Mnet Asian Music Awards              | 2021 | Nghệ sĩ mới xuất sắc nhất - Nam                          | Epex                            | Đề cử     | [ 47 ]                           |
| Seoul Music Awards                   | 2022 | Tân binh của năm                                         | Epex                            | Đoạt giải | [ 48 ]                           |
| Seoul Music Awards                   | 2022 | Giải thưởng phổ biến                                     | Epex                            | Đề cử     | [ 49 ]                           |
| Seoul Music Awards                   | 2022 | Giải thưởng K-wave Popularity                            | Epex                            | Đề cử     | [ 49 ]                           |